# Baba-Daimon no Keyaki-Namiki

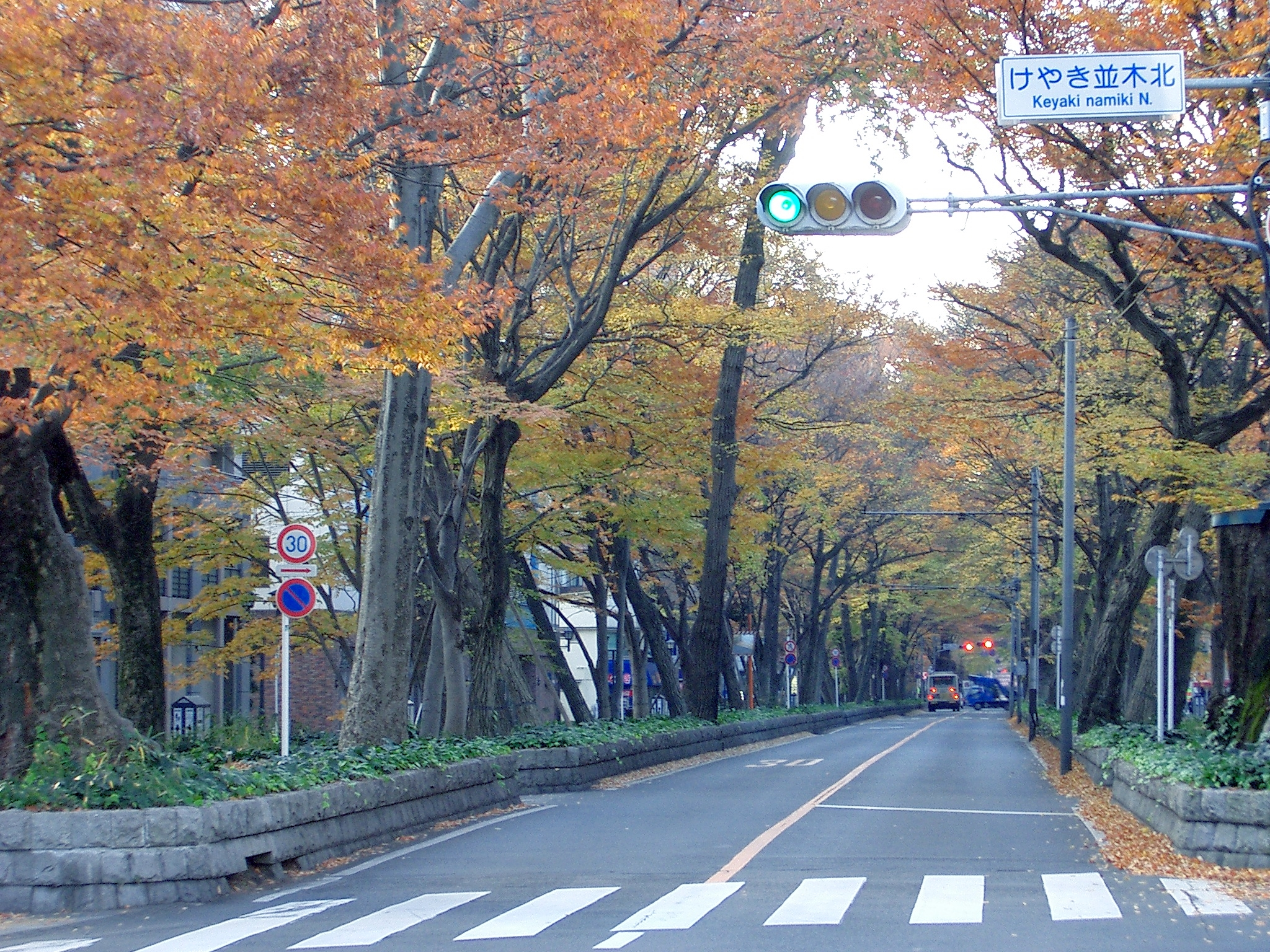

Die Baba-Daimon no Keyaki-Namiki (japanisch 馬場大門のケヤキ並木, „Baba-Daimon-Zelkoven-Baumreihe“) umfasst etwa 150 Japanische Zelkoven und andere Bäume, die die „Keyaki-Namiki-dōri“ („Zelkoven-Allee“) in Fuchū in der Präfektur Tokio säumen. Die Baumreihe soll ihren Ursprung in der Heian-Zeit haben. Unter den Zelkoven befindet sich ein besonders alter Baum mit einem Umfang von mehr als 6 m. Die Straße läuft etwa 700 m in Nord-Süd-Richtung von der „Sakura-dōri“ („Kirschblüten-Straße“) bis zum Ōkunitama-Schrein (大國魂神社 Ōkunitama-jinja).
Die Baumreihe wurde am 9. Dezember 1924 zum nationalen Naturdenkmal ausgewiesen nach Naturdenkmal-Kriterium 2.1 („Alte Bäume von historischem Interesse, riesige Bäume, alte Bäume, deformierte Bäume, kultiviertes Industrieholz, Bäume an Straßen, Schrein-Wälder“).